# Angelo Frattini
Angelo Frattini (Milano, 8 ottobre 1896 – Milano, 31 luglio 1967) è stato un giornalista, scrittore e pittore italiano.

## Biografia

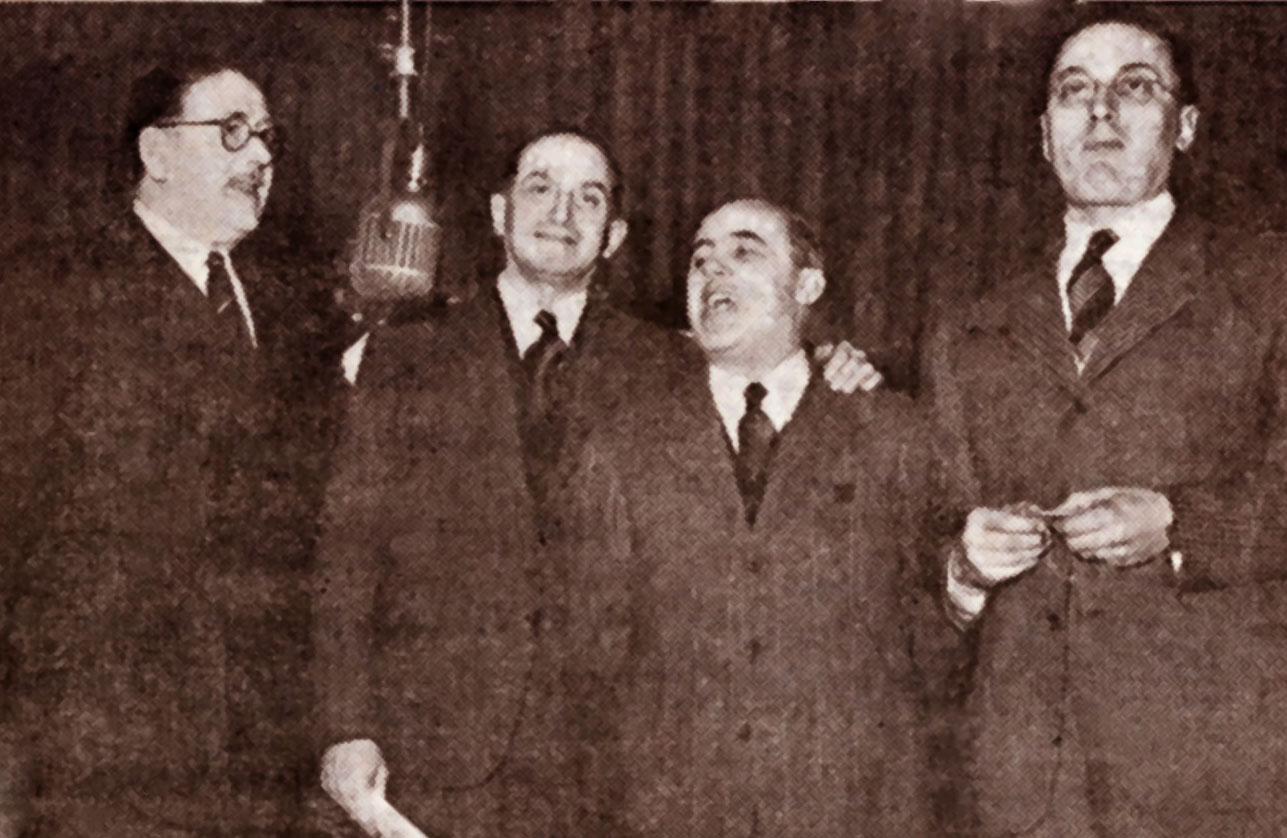
Da sinistra Dino Falconi con Frattini, Vincenzo Rovi e Attilio Spiller nel 1950

Angelo Frattini nasce a Milano nel 1896 da Carlo Righini e Maria. Compie i suoi primi studi di legge a Pavia e musica e pittura a Milano. Inizia la sua carriera giornalistica al Secolo, al Giovedì e collabora in seguito a La Ciurma, a Il Tempo di Milano, al Corriere Lombardo, a La Stampa, alla Gazzetta del Popolo, a Il Cielo, a Il Secolo illustrato e a Fantasie d'Italia che ha anche diretto. Fu anche direttore del teatro Gerolamo in piazza Beccaria a Milano e autore di riviste teatrali, ai principi con il padre Carlo (1872-1944); Poi ti dirò perché…, L'ottava meraviglia, I promessi sposi, Zigo-Zago, Frate Angelico, Il signore desidera, Infelice, tu credevi e lavorò in radio per Quattro passi in Galleria con A. Carosso nel 1952-53, Il mondo con me, rivista con Dino Falconi, Erminio Macario e in televisione per La belle époque con Italo Terzoli nel 1957. Lavorò anche per Il Sole dal 1925 come critico teatrale e successivamente dal 1945 come critico musicale.
È sepolto nel Cimitero Monumentale di Milano.

## Varietà radiofonici RAI
- Il mondo con me, rivista di Dino Falconi e Angelo Frattini, con Erminio Macario e la Compagnia di rivista di Milano, regia di Giulio Scarnicci, trasmessa il 22 ottobre 1953.

### Riviste
- Bertoldissimo (ibid. 1937), in collaborazione con Dino Falconi
- Op-là 1939, con Dino Falconi
- Che male ti fo?, 1947, in collaborazione con Dino Falconi, M. Marchesi e Orio Vergani
- Quo vadis?, 1950, in collaborazione con Dino Falconi, M. Marchesi e Orio Vergani
- Miracolo all'Olimpia, 1951, in collaborazione con Dino Falconi, M. Marchesi e Orio Vergani